# Izotopy helia
Je známo devět izotopů helia, ovšem jen dva, 3He a 4He jsou stabilní. Všechny radioizotopy se rychle rozpadají, nejstabilnější je 6He s poločasem přeměny 806,7 milisekund. Nejméně stabilní je 5He s poločasem 7,6×10−22 s, i když 2He má možná ještě kratší poločas.
V zemské atmosféře se nachází pouze jeden atom 3He na milion atomů 4He. Helium je neobvyklé tím, že jeho izotopové složení se výrazně liší v závislosti na původu. V mezihvězdném prostředí je zastoupení 3He asi stokrát větší. Jeho obsah v pozemských horninách kolísá více než desetinásobně, čehož se využívá v geologii k určení původu hornin a složení zemského pláště. Rozdílný způsob vzniku obou stabilních izotopů způsobuje i rozdílný poměr jejich množství.
Směs kapalného 3He a 4He se při teplotě 0,8 K rozdělí na dvě nemísitelné kapaliny, jelikož tyto izotopy mají rozdílné kvantové vlastnosti: atomy 4He jsou bosony, kdežto atomy 3He jsou fermiony. Znovu se stávají mísitelnými až při několika milikelvinech.

## Helium-2
Helium-2 (též helium 2, značka 2He), také diproton,[zdroj?] je umělý radioizotop helia a vůbec nejjednodušší možný izotop tohoto prvku a také nejlehčí radionuklid. Jádro je složeno pouze ze 2 protonů. Jelikož tyto protony na sebe působí odpudivou elektrickou silou, je jeho poločas přeměny velmi krátký, avšak zatím (2013) není znám.
 2
2 He bylo objeveno roku 2000, společně s novým typem radioaktivní přeměny. Nejlépe bylo zaznamenáno v roce 2008 vědci z italského Istituto Nazionale di Fisica Nucleare. Proud jader 20Ne se srazil s jádry beryllia, přičemž některá neonová jádra se přeměnila na 18Ne, jež následně narazila do jader olova, čímž byla excitována a stala se velmi nestabilními, poté se 18Ne rozpadl na 16O. Přitom byly vyzářeny dva protony letící stejným směrem, ale vzhledem k tomu, že nemohly být vyzářeny dva samostatné protony zároveň, tak musela být vyzářena částice skládající se pouze ze dvou protonů.
Helium-2 je také meziproduktem v prvním kroku proton-protonového cyklu, kde se nejprve dva protony sloučí na diproton:
2  1
1 p →  2
2 He,
který se poté beta plus přeměnou mění na deuterium:
 2
2 He →  2
1 H + e+ + νe.

## Helium-3
3He je stabilní, je společně s 1H jediným stabilním nuklidem, který má v jádru více protonů než neutronů. Na Zemi se vyskytuje pouze ve stopovém množství (0,000 137 %), většina jej pochází z doby vzniku Země a menší část z vesmírného prachu. Malé množství vzniká také beta minus přeměnou tritia. Ve hvězdách je ovšem většinou produktem jaderné fúze. Mimoplanetární hmota (například regolit) obsahuje stopová množství 3He ze slunečního větru.
Aby se helium-3 stalo suprakapalinou, musí být ochlazeno pod 0,002 5 K, asi tisíckrát blíže k absolutní nule než helium-4 (2,17 K). Tento rozdíl je způsoben rozdílnými kvantovými vlastnostmi izotopů: atomy helia-3 jsou fermiony a atomy helia-4 bosony, díky čemuž se snáze přemění na suprakapalinu.

## Helium-4
Nejběžnější izotop helia, 4He, vzniká na Zemi alfa rozpadem těžších radioaktivních prvků, alfa částice jsou jádra helia-4 zbavená elektronového obalu. Ve velkém množství vzniklo také během nukleosyntézy po Velkém třesku. 4He je neobvykle stabilní jádro, protože jeho nukleony zcela zaplňují jadernou slupku.
Pozemské helium se skládá téměř výhradně (z 99,999 86 %) z tohoto izotopu. Jeho teplota varu je 4,2 K, což je nejnižší hodnota u jakékoliv známé látky. Při ochlazení na 2,17 K se přeměňuje na suprakapalinu (kapalinu s nulovou viskozitou. Zkapalnit jej lze až při tlaku 2,5 MPa, kdy má teplotu tání 0,95 K.

## Těžší izotopy helia
V částicových urychlovačích byly připraveny i těžší izotopy helia.
Nejkratší poločas přeměny má helium-5 (7,6×10−22 s). Helium-6 podléhá přeměně beta minus s poločasem 0,8 s. Helium-7 rovněž vyzařuje beta záření (a navíc ještě záření gama). Nejvíce prozkoumaným těžkým iztotopem helia je helium-8. Tento izotop se, stejně jako helium-6, pravděpodobně skládá z jádra helia-4, které je obklopeno neutronovým „halem“ (obsahujícím dva neutrony u 6He a čtyři neutrony u 8He). Byla také potvrzena existence helia-9 a helia-10. 7He a 8He vznikají v některých jaderných reakcích.

## Tabulka izotopů
| nuklid | Z(p) | N(n) | hmotnost izotopu (u) | poločas přeměny              | způsob rozpadu(s)  | produkt přeměny(s) | spin jádra | relativní zastoupení izotopu (molární zlomek) | přirozený výskyt (molární zlomek) |
| ------ | ---- | ---- | -------------------- | ---------------------------- | ------------------ | ------------------ | ---------- | --------------------------------------------- | --------------------------------- |
| 2He    | 2    | 0    | 2,015 894(2)         | ≪ 10−9 s                     | p (>99,99%)        | 2 1H               | 0+         |                                               |                                   |
| 2He    | 2    | 0    | 2,015 894(2)         | ≪ 10−9 s                     | β+ (<0.01%)        | 2H                 | 0+         |                                               |                                   |
| 3He    | 2    | 1    | 3,016 029 319 1(26)  | Stabilní                     | Stabilní           | Stabilní           | 1/2+       | 1,34(3)×10−6                                  | 4,6×10−10–4,1×10−5                |
| 4He    | 2    | 2    | 4,002 603 254 15(6)  | Stabilní                     | Stabilní           | Stabilní           | 0+         | 0,999 998 66(3)                               | 0,999 959-1                       |
| 5He    | 2    | 3    | 5,012 22(5)          | 70(3)×10−23 s                | n                  | 4He                | 3/2−       |                                               |                                   |
| 6He    | 2    | 4    | 6,018 889 1(8)       | 806,7(15) ms                 | β− (99,99%)        | 6Li                | 0+         |                                               |                                   |
| 6He    | 2    | 4    | 6,018 889 1(8)       | 806,7(15) ms                 | β−, α (2,8×10−4%)  | 2He, 2H            | 0+         |                                               |                                   |
| 7He    | 2    | 5    | 7,028 021(18)        | 2,9(5)×10−21 s [159(28) keV] | n                  | 6He                | (3/2)−     |                                               |                                   |
| 8He    | 2    | 6    | 8,033 922(7)         | 119,0(15) ms                 | β− (83,1%)         | 8Li                | 0+         |                                               |                                   |
| 8He    | 2    | 6    | 8,033 922(7)         | 119,0(15) ms                 | β−,n (16,0%)       | 7Li                | 0+         |                                               |                                   |
| 8He    | 2    | 6    | 8,033 922(7)         | 119,0(15) ms                 | β−, štěpení (0,9%) | 5He, 3H            | 0+         |                                               |                                   |
| 9He    | 2    | 7    | 9,043 95(3)          | 7(4)×10−21 s                 | n                  | 8He                | 1/2−       |                                               |                                   |
| 10He   | 2    | 8    | 10,052 40(8)         | 2,7(18)×10−21 s              | 2n                 | 8He                | 0+         |                                               |                                   |